# اسفنديار (آبجدان)
اسفنديار (بالفارسية: اسفندیار) هي منطقة سكنية تقع في إيران في قسم آبجدان الريفي. يقدر عدد سكانها بـ 147 نسمة .